# Denis Kapustin
Denis Kapustin (Kazán, Rusia, 5 de octubre de 1970) es un atleta ruso retirado, especializado en la prueba de triple salto en la que llegó a ser medallista de bronce olímpico en 2000.

## Carrera deportiva
En los JJ. OO. de Sídney 2000 ganó la medalla de bronce en el triple salto, con una marca de 17.46 m, quedando en el podio tras el británico Jonathan Edwards (oro con 17.71 m) y el cubano Yoel García (plata con 17.47 m).